# Scybalophagus pilosus
Scybalophagus pilosus là một loài bọ cánh cứng trong họ Bọ hung (Scarabaeidae).